# Muscle court palmaire
Le muscle court palmaire (ou muscle palmaire cutané dans l'ancienne nomenclature) est un muscle peaucier quadrilatère intrinsèque de la main. C'est le muscle le plus superficiel des muscles de l'éminence hypothénar.

## Origine
Le muscle court palmaire se fixe sur le bord médial de l'aponévrose palmaire.

## Trajet
Le muscle court palmaire est transversal à la paume de la main.

## Terminaison
Le muscle court palmaire se termine dans le derme profond de la peau du côté ulnaire de la paume.

## Innervation
Le muscle court palmaire est innervé par le rameau superficiel du nerf ulnaire.

## Action
Le muscle court palmaire fronce les téguments de la partie médiale de la paume de la main.